# Olla de Núria
L'Olla de Núria és una cursa d'alta muntanya que se celebra anualment des de l'any 2007 amb sortida i arribada a l’esplanada davant del Santuari de la Mare de Déu de Núria, a la Vall de Núria.

## Olla de Núria Clàssica
Amb 21,5 km de recorregut, i 1.800 metres de desnivell positiu, és una cursa de muntanya on el 72% del seu recorregut és per sobre del 2.700 metres. L’Olla clàssica ascendeix al Puigmal, a 2.913 metres, per acabar baixant des del Pic del Segre, 2.843 metres, tot passant pel Coll de Finestrelles, control de pas de la cursa, continuant l’ascens al Pic de Finestrelles, 2.828 metres, i seguint el coll i Pic d'Eina, 2.789 metres. Després de passar pel Pic de Nou Fonts, 2.861 metres, hi ha el següent control de pas al Coll de Nou Fonts, 2.651 metres. Finalment, hi ha la pujada al coll de Noucreus, 2.799 metres, i després de passar per la Fossa del Gegant, 2.808 metres, acabant pel Puig de Fontnegra 2.727 metres, i el Pic de l’Àliga, de 2.472 metres. Des d'aquest últim cim es baixa fins al santuari fent l'arribada a l'esplanada davant del Santuari. El desnivell acumulat és de 3.880 metres.
L'Olla clàssica és una cursa d'autosuficiència, amb una dificultat tècnica que la fan exigent, compta amb unes vistes i entorn immillorables, una cursa amb vocació d'internacional que defensa i reivindica el paper de l'esport català i de Catalunya al món.

### Palmarés de l'Olla de Núria Clàssica
| Edició | Any    | Guanyador               | Temps   | Guanyadora               | Temps   |
| ------ | ------ | ----------------------- | ------- | ------------------------ | ------- |
| I      | 2007   | Alfons Gaston Puyo      | 2:34:49 | Cristina Bes Ginesta     | 3:10:00 |
| II     | 2008*  | Jordi Bes Ginesta       | 0:50:27 | Ester Hernández Casahuga | 0:53:56 |
| III    | 2009   | Kilian Jornet           | 2:14:56 | Emanuela Brizio          | 2:52:44 |
| IV     | 2010   | Kilian Jornet           | 2:17:57 | Laura Orgué i Vila       | 2:51:38 |
| V      | 2011   | Ionut Alin Zinca        | 2:15:14 | Mireia Miró i Varela     | 2:36:00 |
| VI     | 2012   | Marc Pinsach i Rubirola | 2:17:19 | Marta Garcia Farrés      | 2:59:21 |
| VII    | 2013   | Marc Pinsach i Rubirola | 2:21:03 | Marta Garcia Farrés      | 3:00:36 |
| VIII   | 2014   | Marc Pinsach i Rubirola | 2:18:43 | Laura Orgué i Vila       | 2:37:33 |
| IX     | 2015   | Marc Pinsach i Rubirola | 2:20:24 | Marta Garcia Farrés      | 2:54:48 |
| X      | 2016   | Jan Margarit Solé       | 2:12:58 | Laura Orgué i Vila       | 2:36:01 |
| XI     | 2017   | Jan Margarit Solé       | 2:18:13 | Laura Orgué i Vila       | 2:52:37 |
| XII    | 2018** | Oriol Cardona Coll      | 1:01:22 | Laura Orgué i Vila       | 1:12:12 |
| XIII   | 2019   | Oriol Cardona Coll      | 2:20:07 | Clàudia Sabata Font      | 2:55:59 |
| XIV    | 2021   | Stian Angermund         | 2:04:16 | Maude Mathys             | 2:21:52 |
| XV     | 2022   | Oriol Cardona Coll      | 2:12:37 | Oihana Kortazar Aranzeta | 2:42:11 |

* Cursa finalitzada al Puigmal per mal temps

** Cursa neutralitzada a coll de Finestrelles

## Olla de Núria Vertical
L'Olla de Núria Vertical és una versió de l'Olla de Núria amb sortida, també, des del Santuari de Núria (1.960 metres) i l'arribada al punt més alt de la vall, el Puigmal (2.909 metres) per la Serra de l'Embut, amb un recorregut lineal de 4 quilòmetres i 949 metres de desnivell positiu.

### Palmarès de l'Olla de Núria Vertical
| Edició | Any   | Guanyador                 | Temps   | Guanyadora              | Temps   |
| ------ | ----- | ------------------------- | ------- | ----------------------- | ------- |
| I      | 2016* | Pere Rullan Estarelles    | 1:09:08 | Alba Segura Golferichs  | 1:21:46 |
| II     | 2017* | Pere Rullan Estarelles    | 1:11:06 | Laura Orgué i Vila      | 1:33:02 |
| III    | 2018  | Agustí Roc i Amador       | 0:46:41 | Sheila Avilés i Castaño | 0:51:38 |
| IV     | 2019  | Eduard Hernández Teixidor | 0:45:13 | Fátima De Diego Aguado  | 0:54:31 |
| V      | 2021  | Pere Rullan Estarelles    | 0:42:24 | Sheila Avilés i Castaño | 0:52:40 |
| VI     | 2022  | Albert Pérez Anglès       | 0:45:21 | Sara Alonso Martínez    | 0:51:53 |

* El recorregut de l'Olla de Núria Vertical del 2016 i 2017 era una mica més llarg (6 km.) que el posterior, a partir del 2018 (3,78 km.).

## Olla de Núria Nocturna
L'any 2022 la cursa de l’Olla de Núria sumà una nova modalitat, l'Olla de Núria Nocturna. La sortida es realitza des del Santuari de Núria (1.960 metres), realitzant un ascens al coll de Finestrelles, passant pel pic de Finestrelles, i seguidament hi ha una baixada al coll d'Eina per encarar finalment el descens de nou fins al Santuari. Un recorregut similar a l'Olla clàssica però sota la llum de la lluna.

### Palmarès de l'Olla de Núria Nocturna
| Edició | Any  | Guanyador         | Temps   | Guanyadora           | Temps   |
| ------ | ---- | ----------------- | ------- | -------------------- | ------- |
| I      | 2022 | Roger Bella Piñol | 1:18:36 | Erola Bisquert Pares | 1:34:36 |